# Lin Xu
Lin Xu (Fujian, 1875-28 de septiembre de 1898), nombre de cortesía Tungu (暾谷), fue un político chino, erudito, compositor y poeta que vivió a finales de los años de la dinastía Qing. También fue discípulo de Kang Youwei, un funcionario prominente que fue uno de los líderes de un movimiento reformista a finales de la dinastía Qing.

## Vida
Lin nació en Houguan (侯 官), que se encuentra en la actualidad en Fuzhou, Fujian. Hizo el examen imperial y obtuvo el puesto de juren (舉人) en 1893. En 1895,   fue nombrado oficial en la corte imperial de Qing por el Emperador Guangxu.
En abril de 1898, en respuesta al imperialismo extranjero y la agitación política interna dentro del gobierno Qing, Lin cofundó la Asociación de Protección del Estado (保 國會)  para oponerse al colonialismo. Luchó por conseguir reformas sociales, educativas y políticas radicales en China. Como uno de los Seis Caballeros que intentaron implementar el programa de Reforma de los Cien Días con el respaldo del Emperador Guangxu, Lin abogó por una posición radical en la que China adoptara un gobierno de estilo moderno y convirtiera el sistema de monarquía absoluta en una monarquía constitucional.
Sin embargo, el 21 de septiembre de 1898, la facción conservadora en el gobierno de Qing, dirigida por la emperatriz viuda Cixi, vio el programa de Reforma de los Cien Días como un complot extranjero para derrocar al gobierno. La Asociación de Protección del Estado se disolvió y la Reforma de los Cien Días se terminó, mientras que los Seis Señores fueron arrestados y encarcelados. Siete días después, el 28 de septiembre, la emperatriz viuda Cixi ordenó que los Seis Caballeros fueran ejecutados fuera de la puerta Xuanwu en Beijing.
- Datos: Q6143494
- Multimedia: Lin Xu / Q6143494